# Андреев, Николай Николаевич (физик)
Никола́й Никола́евич Андре́ев (16 [28] июля 1880, село Курманы, Полтавская губерния, Российская империя — 31 декабря 1970, Москва, СССР) — российский и советский физик; специалист в области акустики; основатель научной школы акустики.
Академик АН СССР (1953), Заслуженный деятель науки и техники РСФСР (1960), Герой Социалистического Труда (1970).

## Биография
- с 1908 — член Французского физического общества;
- 1909 — окончил Базельский университет;
- 1912—1918 и 1924—1925 — работал в Московском университете, профессор кафедры физики физико-математического факультета;
- 1918—1919 — профессор теоретической и практической механики Саратовского университета;
- 1920—1926 — заведующий лабораторией Государственного экспериментального электротехнического института;
- с 1922 — действительный член (с момента создания) НИИФ — Научно-исследовательского института физики 1-го МГУ;
- в 1923 году организовал и редактировал научный общедоступный журнал «Искра» (1923—1927);
- 1926—1938 — заведующий отделом акустики, заместитель директора Ленинградской физико-технической лаборатории (с 1930 — Электрофизический институт) и доцент, профессор Ленинградского политехнического института;
- с 1930 — главный редактор «Журнала технической физики» АН СССР;
- 1933 — член-корреспондент АН СССР;
- 1934 — присуждена учёная степень доктора наук по совокупности работ;
- с 1940 — работал в ФИАН имени П. Н. Лебедева;
- 1953 — академик АН СССР;
- с 1953 — заведующий отделом АИАН, член Международной акустической комиссии;
- в 1955—1962 годах — главный редактор «Акустического журнала»;
- с 1959 — почётный доктор-инженер Дрезденского технического университета;
- с 1960 — иностранный член Польской академии наук.

В 1955 году подписал «Письмо трёхсот».

## Научная деятельность
Основные исследования в области акустики (гидроакустика, архитектурная, биологическая и нелинейная акустика). Дал строгую теорию распределения звука в движущихся средах. Осуществил исследования по теории распространения звука вдоль поглощаемых поверхностей, теории акустических фильтров и звуковых волн конечной амплитуды. Ряд работ связан с изучением спектра затухающих колебаний, с исследованием колебаний кристаллических и анизотропных сред, вопросов реверберации звука и звукоизоляции. Под его руководством в нашей стране были начаты исследования по нелинейной акустике, по распространению звука в слоистых средах, электромеханическим активным материалам. Создал школу в области физической и технической акустики.
Во время первой мировой войны Андреев руководил противогазовой лабораторией и занимался созданием дозиметра для ядовитых газов. В 1927—1934 годах принимал участие в составлении «Технической энциклопедии» под редакцией Л. К. Мартенса, автор статей по тематике «физика, акустика». В 1931 г. по его инициативе был создан Научно-исследовательский институт музыкальной промышленности (НИИМП).
Во время второй мировой войны организовал несколько научно-технических групп, которые работали под его руководством на действующих флотах (Черноморском, Балтийском, Каспийском). За эти работы Николай Николаевич был награждён орденом Трудового Красного Знамени.

## Публикации
- Решётка, призма, резонатор // «Журнал Русского физ.-хим. об-ва. Отдел физический». — 1918. — Т. 47. — Отд. 2. — Вып. 5
- Электрические колебания и их спектры. Теоретическое исследование, М., 1917
- Равновесие и колебания пьезоэлектрического кристалла (Обзор) // «Журнал прикладной физики». — 1928. — Т. 5. — Вып. 3—4
- Акустика движущейся среды. — Л.—М., 1934 (совм. с И. Г. Русаковым).

## Память
- Акустический институт имени академика Н. Н. Андреева
- Научно-исследовательское судно «Академик Николай Андреев».

## Награды
- Герой Социалистического Труда (27.07.1970)
- 4 ордена Ленина (10.06.1945; 29.06.1950; 19.09.1953; 27.07.1970)
- орден Трудового Красного Знамени (18.01.1944)